# Jenő
Jenő est un village et une commune du comitat de Fejér en Hongrie.
Le district de Polgárdi ayant été supprimé le 1er janvier 2015, la commune fait maintenant partie du district de Székesfehérvár.

## Histoire
Le nom du village indique un lieu où s'était installée la tribu Jenő ; lors de sa première mention en 1257 (sous la graphie Jyeneu), des membres de la petite noblesse y vivaient.